# Burgstall Rothenfels

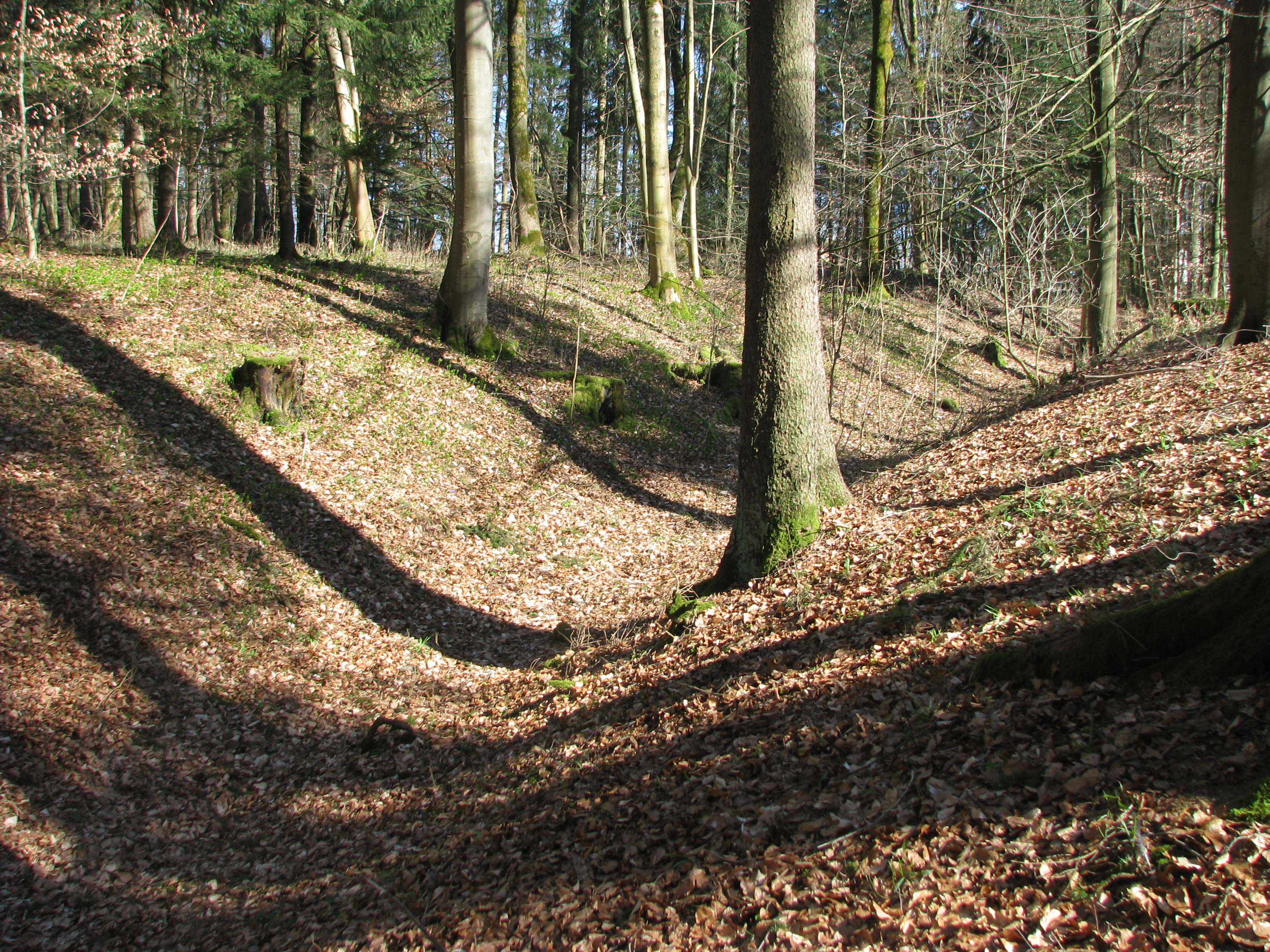
Wallgraben der ehemaligen Burg Rothenfels

Der Burgstall Rothenfels befindet sich im Ortsteil  Rothenfels der oberpfälzischen Gemeinde Deining im Landkreis Neumarkt in der Oberpfalz. Er liegt etwa 600 m nordnordwestlich von Oberbuchfeld über dem Tal der Weißen Laber. Die Anlage wird als Bodendenkmal unter der Aktennummer D-3-6735-0015 im Bayernatlas als „mittelalterlicher Burgstall“ geführt. Unmittelbar nördlich liegt eine frühgeschichtliche Befestigungsanlage, diese wird als Bodendenkmal unter der Aktennummer D-3-6735-0016 im Bayernatlas als „Abschnittsbefestigung vor- und frühgeschichtlicher Zeitstellung“ geführt.

## Beschreibung
Am westlichen Plateaurand über dem in das Flusstal der Weißen Laber führenden Hang liegt im Mischwald auf einer natürlichen Zunge zwischen zwei Schluchten der Burgstall Rothenfels. Er nimmt eine Fläche von etwa 35 m Länge und 20 m Breite ein und ist durch einen tiefen und breiten Graben vom Rückland abgetrennt. Zudem trennt ein Quergraben einen nördlichen Teil der Bergzunge ab. Den Rand des Burgplatzes umzieht ein Wall als Rest einer Umfassungsmauer, in der Südwestecke liegt im tiefsten Teil eine Grube.

## Geschichte

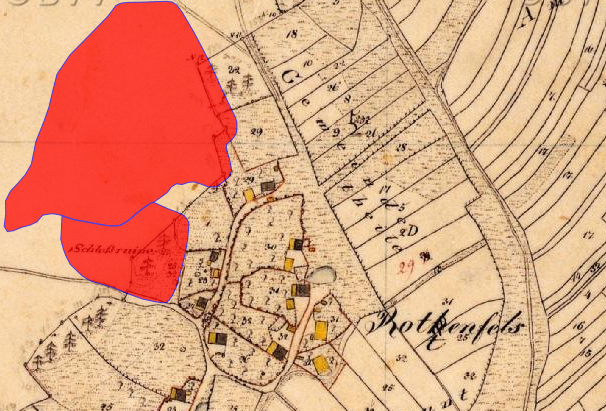
Lageplan des Burgstalls Rothenfels auf dem Urkataster von Bayern

Die  Burg geht auf das Geschlecht der Rothenfelser zurück, die hier ab 1227 bis 1360 nachweisbar sind. 1350 gelangte ein Teil der Burg an Albrecht von Wolfstein, den 1360 Marquard Loterbeck erwarb. Dessen Brüder Heinrich und Wilhelm Loterbeck kauften 1368 auch den anderen Teil der Burg, so dass sie bis um 1420 zum Hauptwohnsitz des damals bedeutenden Niederadelsgeschlechts wurde. Allerdings folgte der Niedergang der Familie bereits eine generation später unter dem langjährigen Hirschberger Landrichter Hans Loterbeck, der 1424 in einer Fehde mit Hans Stauffer von Ehrenfels von Markgraf Friedrich von Brandenburg dort belagert wurde. Offenbar 1426 erwarben Lorenz und Friedrich von Wolfstein die Veste und hatten sie bis um 1450/55 inne. Nach zweimaligem Besitzerwechsel kam die Veste 1485 an den mainfränkischen Adeligen Erasmus Truchseß von Baldersheim. der 1491 ein Salbuch der zugehörigen Güter anlegen ließ. Die Anlage wurde 1504 im Landshuter Erbfolgekrieg zerstört. 1510 folgte Philipp Truchseß von Baldersheim in der Herrschaft nach und verkaufte 1534 seinen entlegenen Besitz mit seinen Geschwistern an Kurfürst Ludwig und Pfalzgraf Friedrich. 1541 verlieh Pfalzgraf Friedrich den Hof zu Rothenfels mit dem Schloßgraben (!) an Jörg Burkhard, der die Güter auf eigene Kosten wieder aufbauen könne. Die Burg wurde nicht wieder aufgebaut.